# توني أداموفيتش
توني أداموفيتش (بالإنجليزية: Tony Adamowicz)‏ هو سائق سيارة سباق أمريكي، ولد في 2 مايو 1941، وتوفي في 10 أكتوبر 2016.